# Mesapamea storai
Mesapamea storai är en fjärilsart som beskrevs av Hans Rebel 1940. Mesapamea storai ingår i släktet Mesapamea och familjen nattflyn. Inga underarter finns listade i Catalogue of Life.